# Tlaxco, Tlaxcala
Tlaxco är en kommunhuvudort i Mexiko.   Den ligger i kommunen Tlaxco och delstaten Tlaxcala, i den sydöstra delen av landet, 110 km öster om huvudstaden Mexico City. Tlaxco ligger 2 550 meter över havet och antalet invånare är 12 553.
Terrängen runt Tlaxco är huvudsakligen kuperad, men åt sydväst är den platt. Runt Tlaxco är det ganska tätbefolkat, med 67 invånare per kvadratkilometer. Tlaxco är det största samhället i trakten. Trakten runt Tlaxco består till största delen av jordbruksmark.